# ボスク＝ロジェ＝シュル＝ビュシー
ボスク＝ロジェ＝シュル＝ビュシー（仏: Bosc-Roger-sur-Buchy）は、フランスのノルマンディー地域圏、セーヌ＝マリティーム県の旧コミューン。2017年1月1日、ビュシーおよびエストゥートヴィル＝エカールと合併し、コミューン・ヌーヴェルのビュシーとなった。

## 地理
県都ルーアンから北東に25kmほどいった県東部の丘陵地に位置する。幹線道路のD919が東西に走る。いくつかの集落が集まって一つのコミューンを形成している。ル・ウロン川が流れる。北東でボスク＝ボルデルと、南東でボワ＝エルーと、南西でサント＝クロワ＝シュル＝ビュシーと、西でビュシーとそれぞれ接する。

## 行政
- 首長 - ルネ・モレル（René Morel）

議会は首長もふくめ、15人で構成される。

## 人口の推移[1]
| 1962年 | 1968年 | 1975年 | 1982年 | 1990年 | 1999年 | 2005年 | 2007年 |
| ------ | ------ | ------ | ------ | ------ | ------ | ------ | ------ |
| 474    | 445    | 488    | 556    | 610    | 650    | 701    | 715    |